# Fatih Gülmez
Fatih Gülmez (* 24. Dezember 1993 in İnegöl) ist ein türkischer Fußballtorhüter.

## Karriere
Gülmez durchlief die Nachwuchsabteilungen von İnegöl Doğanspor und İnegölspor. Bei Letzterem wurde er 2011 in den Profikader aufgenommen und für die Saison 2013/14 an den Viertligisten Ankara Demirspor verliehen. Nach dieser Leihzeit wechselte er samt Ablöse zu Demirspor. Mit diesem Klub wurde er zum Saisonende mit seinem Team Play-off-Sieger der TFF 3. Lig und stieg in die TFF 2. Lig auf.
Nach dem Aufstieg mit Ankara Demirspor zog Gülmez zum Zweitligisten Gaziantep Büyükşehir Belediyespor weiter. Für die Rückrunde der Saison 2016/17 wurde er an Ankara Demirspor verliehen.

## Erfolge
Mit İnegölspor
- Meister der TFF 3. Lig und Aufstieg in die TFF 2. Lig: 2011/12

Mit Ankara Demirspor
- Play-off-Sieger der TFF 3. Lig und Aufstieg in die TFF 2. Lig: 2014/15